# 豊宗広人
豊宗 広人（とよむね の ひろひと）は、平安時代初期の貴族。氏姓は堅部（または竪部）使主のち豊宗宿祢。官位は従五位下・主計頭。

## 経歴
光仁朝で大外記を務めた堅部人主の近親か。
桓武朝後半に外従五位下・左大史に叙任される。延暦19年（800年）大外記に任ぜられると、桓武朝・平城朝・嵯峨朝の三朝約15年に亘ってこれを務める。桓武朝末の延暦25年（806年）堅部使主から豊宗宿祢に改姓した。
平城朝では大外記を務める一方で、山陰道観察使判官・主税助・陰陽助・主税頭などを兼帯し、大同3年（808年）には内位の従五位下に叙せられている。
嵯峨朝の弘仁7年（816年）主計頭に転じた。

## 官歴
注記のないものは『日本後紀』による。
- 時期不詳：外従五位下。左大史
- 延暦19年（800年） 2月16日：兼大外記
- 延暦21年（802年） 正月22日：兼上総大掾[1]。日付不詳：止左大史?[1]
- 延暦25年（806年） 正月5日：堅部使主から豊宗宿祢に改姓
- 大同2年（807年） 2月29日：兼主税助[1]。11月22日：兼陰陽助、止主税助[1]
- 大同3年（808年） 正月25日：従五位下（内位）。10月1日：兼主税頭、山陰道観察使判官・陰陽助如故。11月27日?：止陰陽助[1]
- 大同4年（809年） 正月23日：兼肥後介、主税頭大外記如故。9月14日：止主税頭[1]
- 弘仁3年（812年） 4月19日：兼安芸介、大外記如故
- 弘仁7年（816年） 正月10日：主計頭[1]